# Macroglossum belinda
Macroglossum belinda är en fjärilsart som beskrevs av Arnold Pagenstecher 1900. Macroglossum belinda ingår i släktet Macroglossum och familjen svärmare. Inga underarter finns listade i Catalogue of Life.